# Amit Dave
Amit Dave (* ?, Ahmadábád, Gudžarát) je fotograf působící v Gudžarátu v Indii. Byl součástí fotografického týmu agentury Reuters, který získal Pulitzerovu cenu a který se zabýval pandemií covidu-19 v Indii.

## Životopis
Amit Dave se narodil v Ahmedábádu v Gudžarátu.

## Kariéra
Amit Dave je hlavní fotožurnalista agentury Reuters se sídlem v Ahmedábádu v Indii. Před prací s Indian Express pracoval jako fotograf ve státním časopise a místních novinách v Gudžarátu. Do agentury Reuters nastoupil v roce 2002. Kromě dokumentování pandemie covidu-19 v Indii, za kterou vyhrál Pulitzerovu cenu, Amit také fotografoval zemětřesení v Gudžarátu v roce 2001, nepokoje v Gudžarátu v roce 2002 a zemětřesení a tsunami v Indickém oceánu v roce 2004 v jižní Indii.

## Ocenění
Amit Dave v roce 2022 získal Pulitzerovu cenu za fotografii a o cenu se rozdělil s fotoreportéry Reuters  Adnanem Abidim, Sannou Irshad Mattoo a Danishem Siddiquim.